# هانکه برونس اسلات
هانکه برونس اسلات (زاده ۲۰ اکتبر ۱۹۷۷) سیاستمدار، حقوقدان و نظامی اسبق هلندی است که از ۱۰ ژانویه ۲۰۲۲ به عنوان وزیر کشور و روابط پادشاهی در کابینه چهارم روته خدمت می‌کند. او از اعضای حزب دموکرات مسیحی هلند است و از سال ۲۰۱۰ تا ۲۰۱۹ میلادی، نماینده پارلمان هلند بوده‌است.
اسلات پیش از فعالیت‌های سیاسی در ارتش سلطنتی هلند خدمت داشته و در جریان جنگ افغانستان به‌عنوان افسر توپخانه در ولایت اروزگان حضور داشت.